# Semblis fuscata
Semblis fuscata là một loài côn trùng trong họ Phryganeidae thuộc bộ Trichoptera. Loài này được Fabricius miêu tả năm 1781.